# 韓齊范
韓齊范（？年—？年），字雲五，陝西保安人，廪生，清朝時任順慶府通判，陞開封府同知。是一位政治人物，清時曾在四川順慶府岳池縣（位於今四川東北部，武周萬歲通天二年分南充、相如二縣置，是一個千年古縣）擔任官吏。